# Virtuelle Fitness
Unter dem Begriff „virtuelle Fitness“ (Cybersport, Cybertraining oder Cyberfitness genannt) wird im Allgemeinen Fitnesstraining mit Hilfe virtueller Medien verstanden.

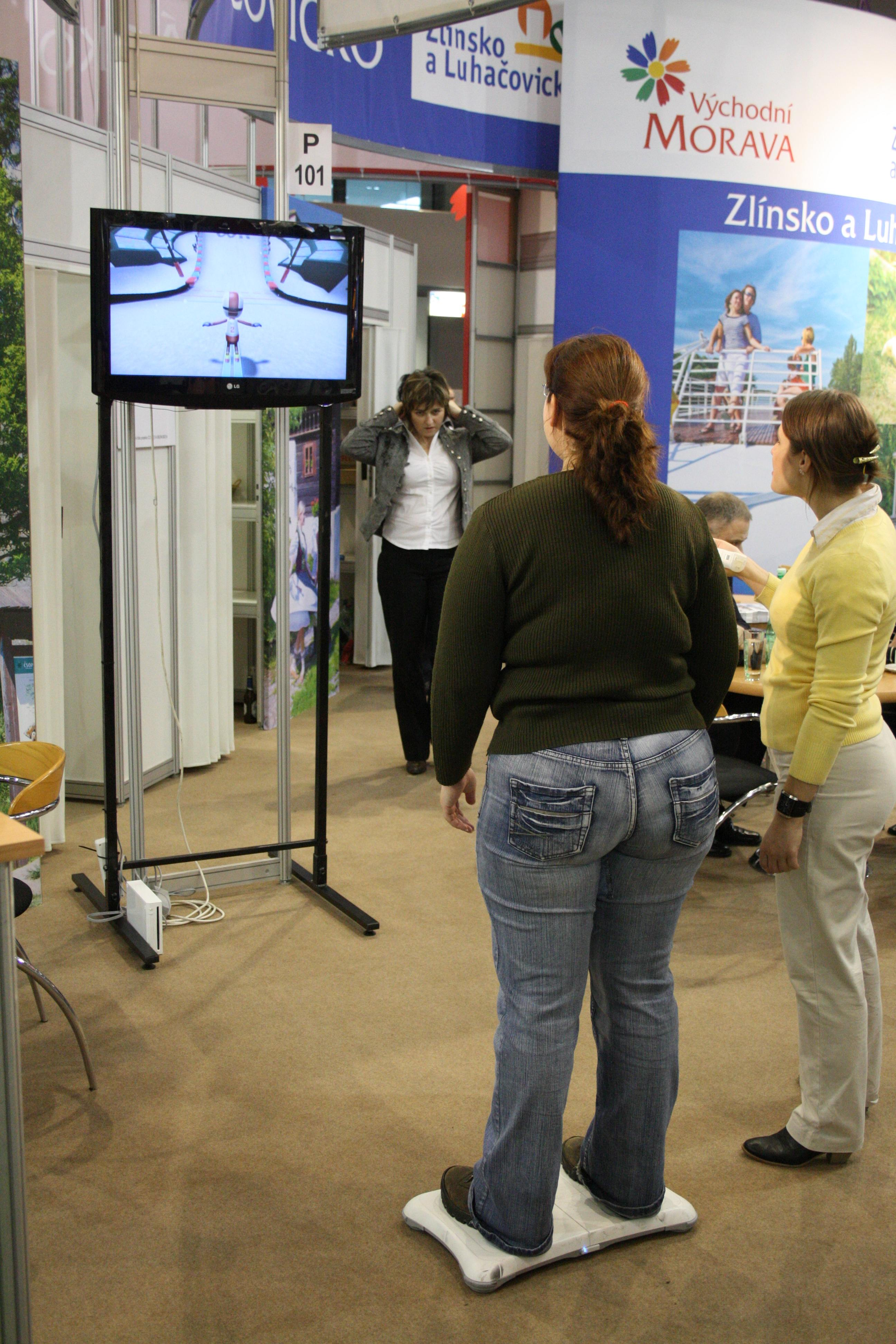
Eine Frau spielt auf der Nintendo Wii Konsole bei der Regiontour 2010

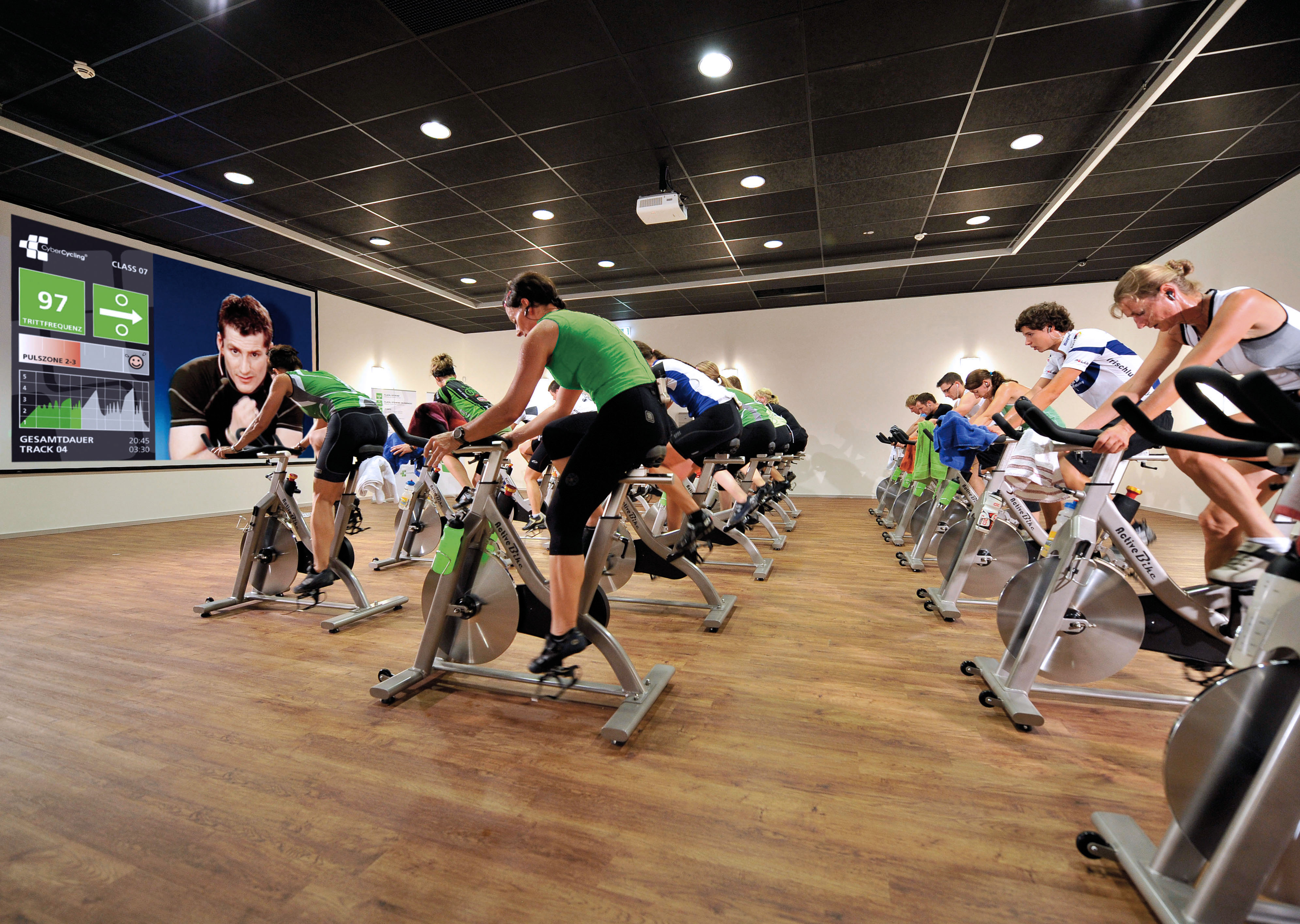
Sportler bei einer CyberCycling-Trainingseinheit

## Unterschiede zu normalem Fitnesstraining
Zurzeit ist umstritten, ob virtuelle Fitness das traditionelle Fitnessprogramm tatsächlich ersetzen kann.
Eine klinische Studie aus den USA hat ergeben, dass virtuelles Fitnesstraining Demenzerkrankungen vorbeugt. Gerade virtuelles CyberCycling, also das virtuelle Training auf einem Ergometer, hat sich als besonders effektiv erwiesen. Wissenschaftler des American Journal of Preventive Medicine haben im Jahr 2012 die Auswirkungen von virtuellem Fitnesstraining bei älteren Menschen untersucht. Das Ergebnis: Virtuelle Cycling-Programme fördern die geistigen Fähigkeiten mehr als das herkömmliche Training auf einem Ergometer.

## Historie
Das europaweite Erscheinen von Nintendo Wii Fit im April 2008 (In Japan bereits im Dezember 2007) kündigte den Anfang eines weltweit neuartigen Fitness-Trainings an. Vor dem Computer oder TV-Bildschirm können Sportler auf dem Wii Balance Board virtuell verschiedene Fitness-Programme zu Hause durchführen. Von seinem Erscheinen in Japan bis zum November 2010 verkaufte sich das Balance Board weltweit rund 32 Millionen Mal. In Deutschland eroberte CyberCycling etwa zeitgleich rund 100 Fitnessstudios. Anbieter im Online-Fitness-Bereich sind unter anderen Pure-Life und CyberConcept. Die Erweiterung PlayStation Move der PlayStation 3 erschien im September 2010. Xbox Kinect erschien kurze Zeit später im November 2010 und revolutionierte die Bewegungsspielära, da bei Kinect keinerlei Controller erforderlich sind.
Auch McFit setzt neuerdings auf das CyberTraining-Prinzip. Innerhalb der Fitnessstudios kann an verschiedenen Kursen teilgenommen werden. Die teilweise prominenten Trainer liefern die Trainingseinheiten hierbei auf der Leinwand.

## Plattformen und Möglichkeiten

### Zwift
Bei Zwift wird Laufen mit einem Laufband oder Radfahren mit einer Trainingsrolle oder einem Ergometer trainiert. Es sind dabei auch Wettkämpfe möglich.

### Nintendo Wii Fit
Für die Nintendo Wii gibt es das sogenannte Balance Board zu kaufen. Dieses wird zusammen mit dem Spiel Wii Fit geliefert. Wii Fit ist eine Sammlung aus Muskelaufbau-, Yoga-, Balance- und Aerobicspielen. Der Benutzer kann ein eigenes Profil mit seinen aktuellen Daten, seiner Konfektion und seinem Wunschgewicht angeben und mit Wii Fit gezielt trainieren und abnehmen und/oder Muskelmasse aufbauen. Die Übungen werden auf dem Balance Board und/oder mit der Wii-Fernbedienung und dem Nunchuk ausgeführt. Da das Balance Board auch über eine Waagen-Funktion verfügt und die Wii einen integrierten Kalender besitzt, dokumentiert die Konsole alle Trainingseinheiten und warnt den Benutzer vor zu viel Ehrgeiz oder erinnert ihn an das Training.
Seit 2012 gibt es die Nachfolgerversion Wii Fit Plus. Aufbauend auf seinem Vorgänger enthält es über 60 Spiele – darunter 15 komplett neue.

### PlayStation Move
Auch auf der 2005 veröffentlichten PlayStation 3 gibt es seit der Einführung der Move Controller ein Fitnessangebot. Verschiedene Sportarten wie Tennis, Tanz oder Aerobic können mit Hilfe der Bewegungssteuerung von PlayStation Move, die im Prinzip der der Wii ähnelt, und einer Kamera bewältigt werden. So werden die Bewegungen präzise auf den Bildschirm übertragen und in das Spielgeschehen integriert.
Das Pendant zu Wii Fit ist EA Sports Active 2. Auch dieses Spiel bietet abwechslungsreiche Trainingseinheiten, die speziell auf den Benutzer abgestimmt werden können. Für die Trainingseinheiten werden Bewegungssensoren an Arme und Beine geschnallt. Durch das enthaltene Pulsmessgerät kann darauf geachtet werden, dass der Körper nicht falsch belastet wird. Die volle Entfaltung findet das Spiel aber erst in Verbindung mit Xbox Kinect (siehe unten).
Neben Move Fitness oder Adidas MiCoach gibt es auch das Spiel Get Fit with Mel B. In diesem Spiel kann der Benutzer ebenfalls seine persönlichen Angaben machen und erhält somit einem individuellen Trainingsplan. Zusätzlich liefert das Spiel auf Wunsch auch einen ausgewogenen Ernährungsplan.

### XBox Kinect
Xbox Kinect bietet dem Benutzer die Möglichkeit, ohne jegliche Steuerelemente am Körper, ein Spiel durch Bewegung und Sprache zu steuern. Die neuartige Kamera kann Bewegungsabläufe mit hoher Präzision erkennen. Für dieses System sind neben EA Sport Active 2 unter anderem noch die Bewegungsspiele Kinect Sports, Your Shape: Fitness Evolved, Motion Sports und Zumba Fitness erschienen. Anfang Juni 2012 stellte XBox auf der Spielemesse E3 gemeinsam mit dem Sportartikelhersteller Nike das Fitnessprogramm Nike+ Kinect Training vor, die Markteinführung sollte im Dezember 2012 sein. Dieses passt sich automatisch dem Fitnesszustand des Nutzers an sowie ermöglicht ein virtuelles Kräftemessen mit anderen vernetzten Personen.